# Язык Западной пустыни
Язык Западной пустыни — австралийский язык группы вати пама-ньюнгской языковой семьи. На языке говорят австралийские аборигены, живущие в пустынных областях Западной Австралии и Северной территории. Число носителей — более 7000 человек, это один из крупнейших языков аборигенов.
Язык представляет собой диалектный континуум, некоторые из диалектов известны сами по себе и могут рассматриваться как отдельные языки, например питянтятяра, на котором существует литература, коката, пинтуби и другие.

## Диалекты
Перепись населения Австралии 2006 года зафиксировала следующее количество говорящих на диалектах языка Западной пустыни:
| Диалект       | Кол-во чел. |
| ------------- | ----------- |
| антакаринья   | 6           |
| картутярра    | 26          |
| кукатя        | 447         |
| коката        | 25          |
| луритья       | 1480        |
| маньтьильярра | 170         |
| марту-вангка  | 649         |
| нганятьяра    | 1000        |
| пинтуби       | 203         |
| питянтятяра   | 2657        |
| вангкатюнга   | 16          |
| варнман       | 4           |
| янкуньтятяра  | 561         |
| юлпарирра     | 19          |
| итого         | 7263        |

## Фонетика
Как и в большинстве других австралийских языков, вокализм в языке Западной пустыни представлен тремя фонемами, которые дополнительно различаются по долготе и краткости.
|         | Передние | Задние |
| ------- | -------- | ------ |
| Верхние | i iː     | u uː   |
| Нижние  | a aː     | a aː   |

### Согласные
В языке Западной пустыни имеется две р-образные фонемы: ретрофлексный аппроксимант /ɻ/ (как в английском), и дрожащий /r/ (как в русском). Взрывные согласные звонкие между гласными, глухие в остальных позициях. Отсутствуют фрикативные.
|                     |                     | Губные | Велярные | Палатальные | Альвеолярные | Ретрофлексные |
| ------------------- | ------------------- | ------ | -------- | ----------- | ------------ | ------------- |
| Взрывные            | Взрывные            | p      | k        | c           | t            | ʈ             |
| Носовые             | Носовые             | m      | ŋ        | ɲ           | n            | ɳ             |
| Латеральные сонанты | Латеральные сонанты |        |          | ʎ           | l            | ɭ             |
| Дрожащие            | Дрожащие            |        |          |             | r            |               |
| Аппроксиманты       | Аппроксиманты       | w      |          | j           |              | ɻ             |